# Решетей Іван Іванович
Іва́н Іва́нович Решете́й, в Указі — Решетеєв (нар. 1919 — пом. 1943) — радянський військовик часів Другої світової війни, командир 8-ї батареї 130-го гвардійського артилерійського полку 58-ї гвардійської стрілецької дивізії (57-а армія), капітан. Герой Радянського Союзу (1943).

## Життєпис
Народився 16 жовтня 1919 року в селищі Дарниця (нині в межах міста Києва) в родині залізничника. Українець. Навчався і працював у залізничних майстернях.
До лав РСЧА призваний у 1940 році. Закінчив Київське військове артилерійське училище. З початком німецько-радянської війни ще курсантом брав участь у обороні Києва. Воював на Південно-Західному, Сталінградському і Степовому фронтах. Член ВКП(б) з 1942 року.
Особливо відзначився під час визволення Лівобережної України. 28 серпня 1943 року поблизу села Гусина Поляна Зміївського району Харківської області супротивник чисельно переважаючими силами при підтримці танків повів наступ на позиції радянських військ. Гармати батареї капітана І. І. Решетея знаходились на прямій наводці на схилах висоти 161.1 у бойових порядках піхоти. У критичний момент бою, коли стрілецькі підрозділи почали відступ, капітан І. І. Решетей з трьома розвідниками і 5 телефоністами піднявся з укриття і, показуючи приклад відступаючим воїнам, контратакував ворога, відбивши його атаку. У наступній атаці ворожої піхоти при підтримці 8 танків капітан І. І. Решетей замінив обслугу гармати, що загинула, і особисто відкрив вогонь по ворогу, підбивши з відстані 300 метрів 2 танки і САУ супротивника.
10 вересня 1943 року батарея капітана І. І. Решетея, залишившись без достатньої підтримки стрілецьких підрозділів, самотужки відбивала наступ піхоти супротивника на висоту 172.1. Після того, як закінчились снаряди, поранений капітан І. І. Решетей зібрав і підняв у контратаку залишившихся в живих артилеристів. Загинув під час бою.
Похований у братській могилі в селі Бірки Зміївського району Харківської області.

## Нагороди
Указом Президії Верховної Ради СРСР від 20 грудня 1943 року, «за успішне форсування річки Дніпро, міцне закріплення плацдарму на західному берез річки Дніпро та виявлені при цьому відвагу і героїзм», капітанові Решетеєву Івану Івановичу присвоєне звання Героя Радянського Союзу (посмертно).
Нагороджений орденом Леніна (20.12.1943) і медаллю «За відвагу» (1942).